# Odéon-Teatern
Odéon-Teatern var en biograf på Drottninggatan 45-47 i Göteborg, som öppnade 4 januari 1919 och stängde 6 maj 1962.
Antalet platser var; 459 sittplatser och 21 ståplatser i salongen samt ytterligare 56 i en separat loge.
Premiärfilm den 4 januari 1919 var Joe Stantons hedersord i regi av Raoul Walsh. Biljetterna kostade då från 1 krona till 1,75 för en logeplats.
De första 3D-filmerna i Göteborg visades här, den 13 mars 1953.
Huset vid Drottninggatan 47-Fredsgatan 5, som uppfördes någon gång mellan 1793 och 1823, genomgick en omfattande ombyggnad 1917 inför biografens installation. Varuhuset Ferdinand Lundquist (från 1971 NK) tog över lokalen då biografen stängdes 1962.